# Фонтанароса (Ђенова)
Фонтанароса је насеље у Италији у округу Ђенова, региону Лигурија.
Према процени из 2011. у насељу је живело 54 становника. Насеље се налази на надморској висини од 940 м.